# 아스카데라

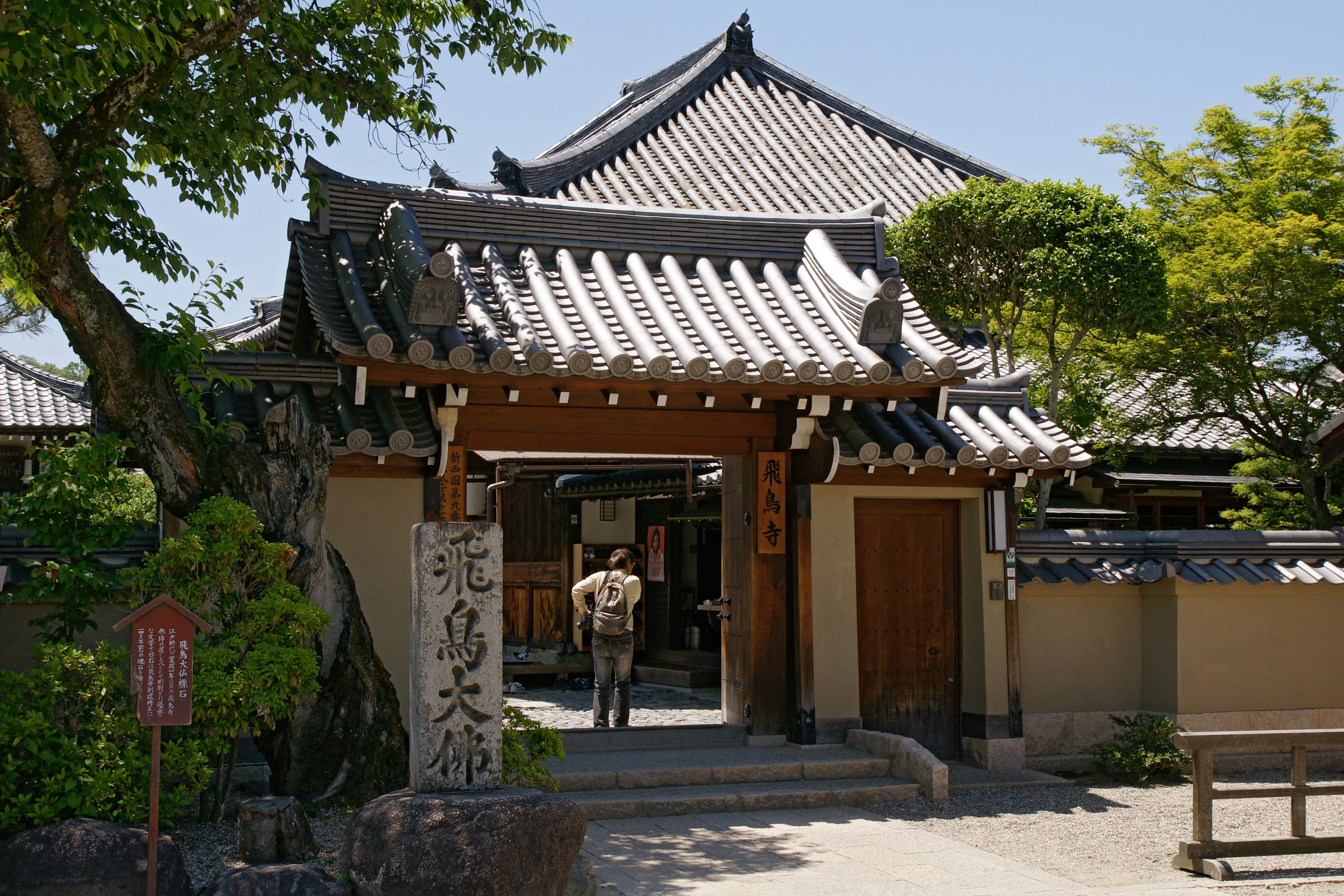
아스카데라

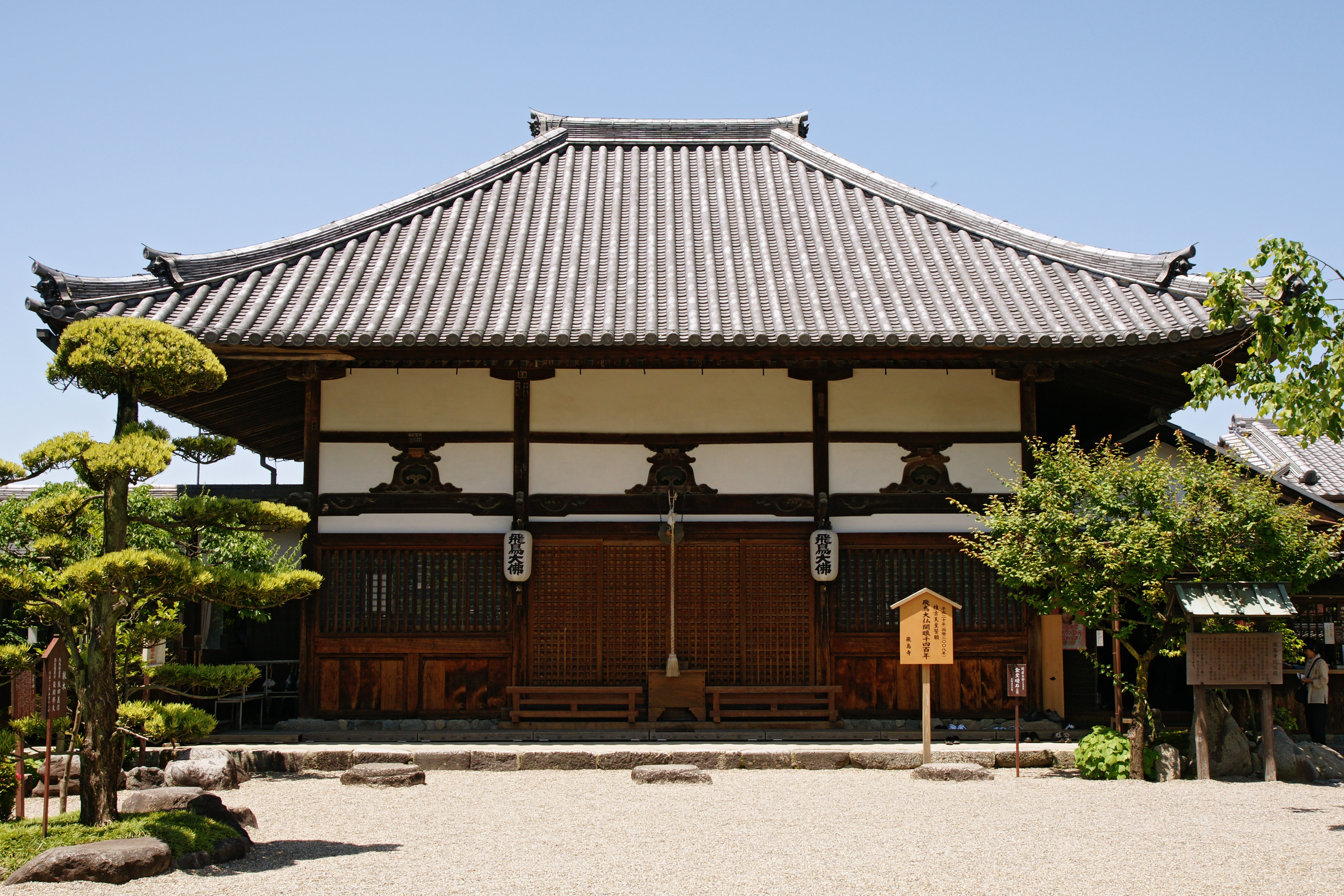
본당

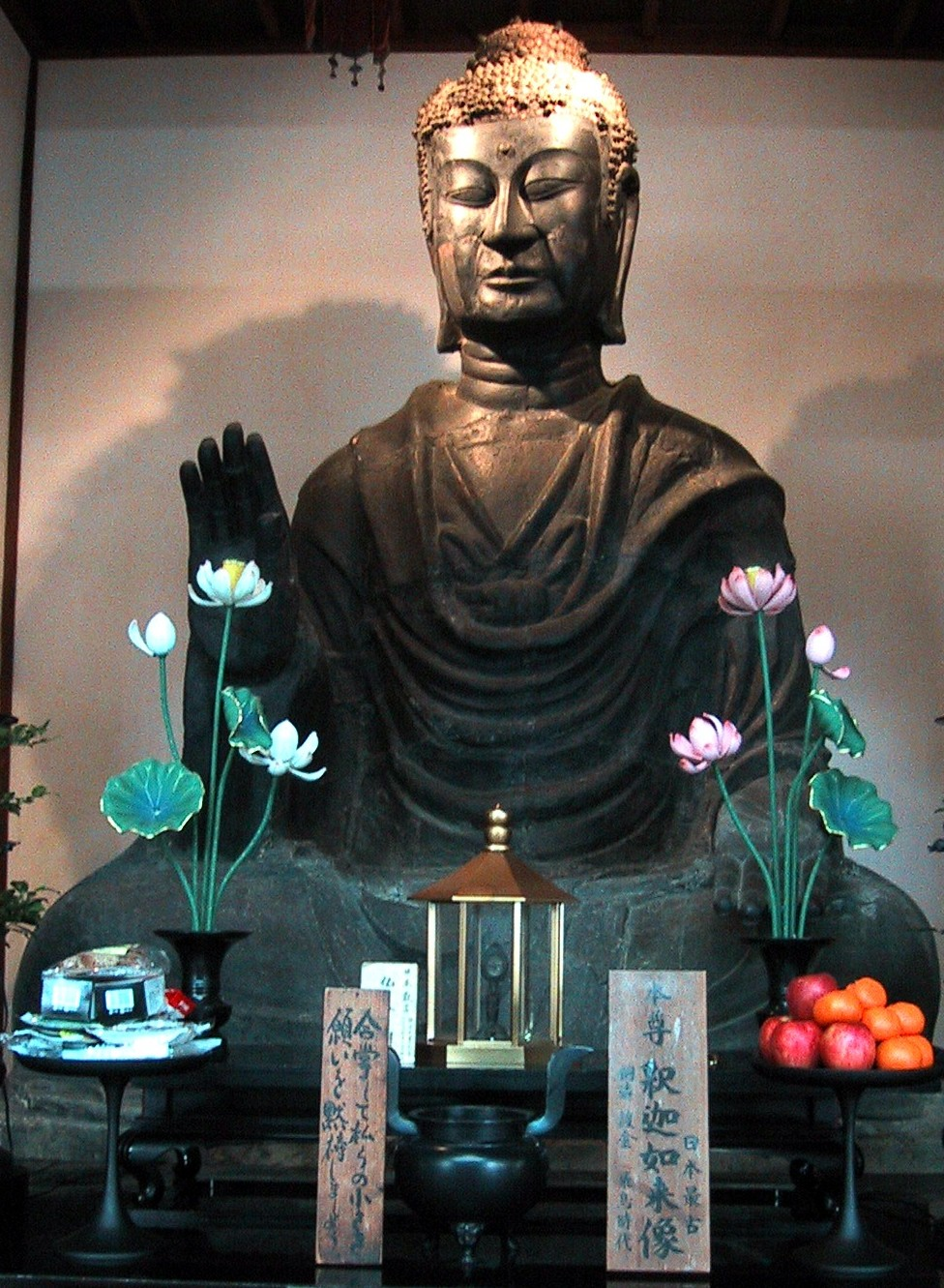
대불

아스카데라(飛鳥寺)는 일본 나라현 다카이치군 아스카촌에 있는 불교 사찰이다. 소가 씨(蘇我氏)의 씨사(氏寺)로서, 일본에서 가장 오래된 본격적인 사찰인 호코지(法興寺)의 후신이다. 호코지의 창건은 스이코 천황의 섭정(攝政)으로 불교를 중심으로 국가를 운영한 쇼토쿠 태자의 시대, 화려한 불교문화를 꽃피운 아스카 시대의 서막을 알리는 것이었다.
호코지는 소가노 우마코의 주도 하에, 백제의 승려들과 장인들이 지었다. 588년(위덕왕 35년)에 백제는 불사리(佛舍利)와 혜총 등 승려 여섯 명, 노반박사(鑪盤博士)로서 장덕(將德) 백매순(白昧淳), 와박사(瓦博士)로서 마나문노(麻奈文奴) · 양귀문(陽貴文) · 석마제미(昔麻帝彌) 등 네 명, 화공(畵工) 백가 등 사찰 건설에 필요한 기술자를 일본에 파견하였다. 호코지는 씨사(氏寺)를 건립하는 씨족불교 유행의 시작이기도 하다. 호코지의 완공을 기념하는 불사리 봉안식에 소가노 우마코를 비롯한 100여 명의 인사들이 모두 백제 옷을 입었더니 보는 사람이 한결같이 기뻐했다. 이것은 백제 문화가 선망의 대상이었음을 말해준다. 이러한 분위기 속에서 소가노 가문은 권력을 잡을 수 있었다. 고구려의 승려 혜자와 백제의 승려 혜총은 호코지에 살면서 포교하였다. 이들은 본국인 백제와 고구려에서 많은 승려를 불러오는 한편, 많은 도서를 수입하여 일본의 문화 건설에 이바지했다.

## 같이 보기
- 간고지